# يوشيمار يوتون
يوشيمار يوتون (Yoshimar Yotún) (مواليد 7 أبريل 1990)، هو لاعب كرة قدم يلعب كلاعب وسط. يلعب مع منتخب بيرو لكرة القدم منذ عام 2011.

## وصلات خارجية
- يوشيمار يوتون على موقع الاتحاد الأوربي (الإنجليزية)
- يوشيمار يوتون على موقع اتحاد السويد (السويدية)
- يوشيمار يوتون على موقع الدوري الأمريكي (الإنجليزية)
- يوشيمار يوتون على موقع إي إس بي إن إف سي (الإنجليزية)
- يوشيمار يوتون على موقع قاعدة بيانات كرة القدم.إي يو (الإنجليزية)
- يوشيمار يوتون على موقع ليكيب (الفرنسية)
- يوشيمار يوتون على موقع ناشيونال فوتبول تيمز (الإنجليزية)
- يوشيمار يوتون على موقع Soccerbase.com (لاعب) (الإنجليزية)
- يوشيمار يوتون على موقع Soccerway.com (الإنجليزية)
- يوشيمار يوتون على موقع عالم كرة القدم.نت (الإنجليزية)